# برزوویتسه
برزوویتسه (به چکی: Březovice) یک منطقهٔ مسکونی در جمهوری چک است که در ناحیه ملادا بولسلاو واقع شده‌است.